# Брацлавське повстання (1594—1595)
Брацла́вське повста́ння (1594—1595) — повстання українського населення в Брацлаві проти магнатсько-шляхетського панування. Безпосередньою причиною Брацлавського повстання були здирства і знущання королівського старости магната Єжи Струся з міщан Брацлава. Під впливом селянсько-козацького повстання, очолюваного Северином Наливайком, напровесні 1594 р. брацлавські міщани повстали і вигнали з міста старосту Струся і польських жовнірів. Восени 1594 р. вони за допомогою С. Наливайка розгромили на річці Південному Бугу шляхетське ополчення, яке наступало на Брацлав. Лише влітку 1595 р. королівському війську вдалося захопити Брацлав і придушити Брацлавське повстання. Один з керівників Брацлавського повстання — брацлавський війт Роман Титченко (Тищенко) — весною 1596 p. був страчений.